# جون تاكامي
جون تاكامي (باليابانية: 高見順) (30 يناير 1907، فوكوي في اليابان - 17 أغسطس 1965، كاماكورا في اليابان)؛ شاعر، كاتب وروائي ياباني. درس في جامعة طوكيو.